# Witold Post

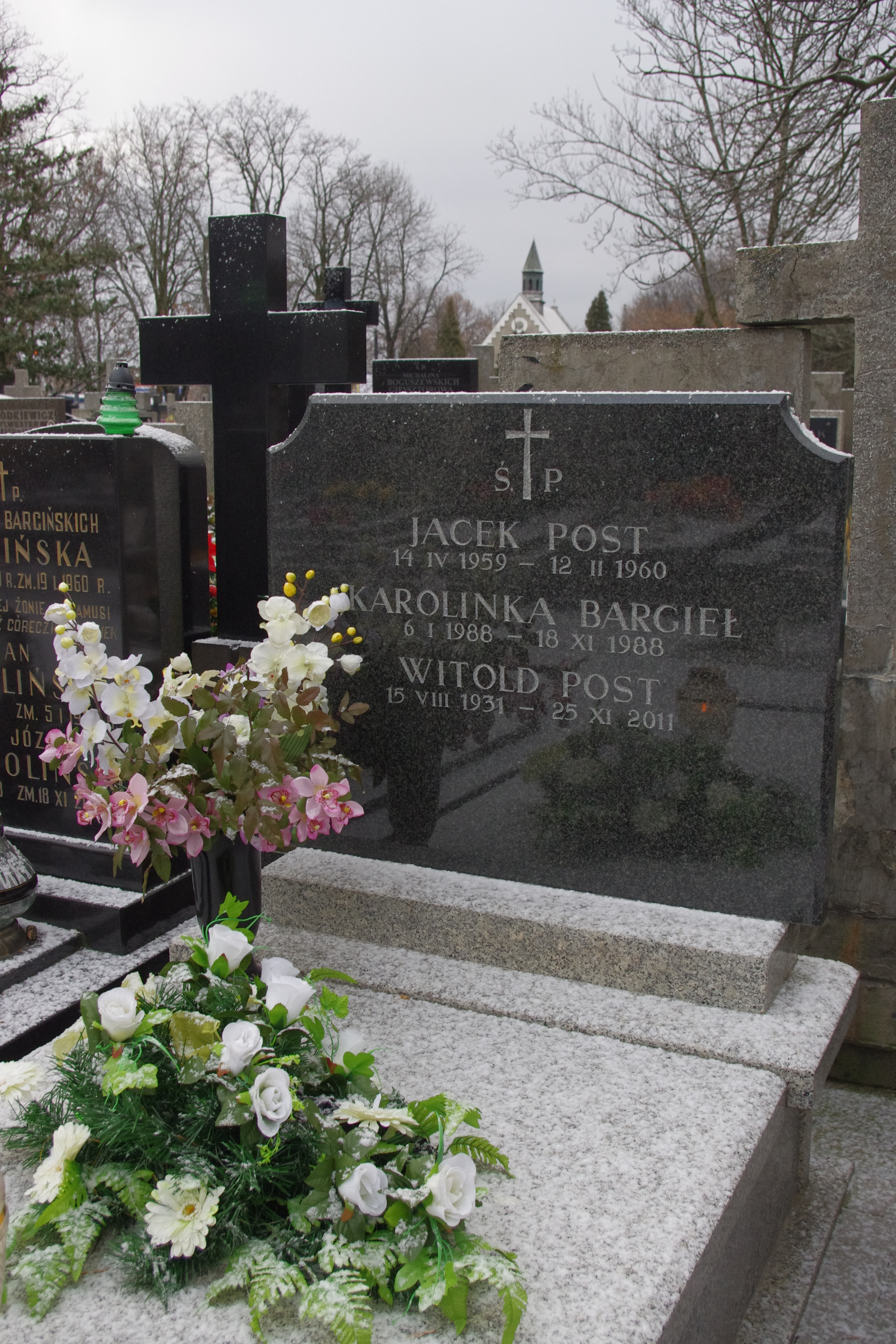
Grób operatora filmowego Witolda Posta, na cmentarzu Wolskim w Warszawie

Witold Post (ur. 15 sierpnia 1931 w Warszawie, zm. 25 listopada 2011 tamże) – polski filmowiec, operator obrazu.
Był członkiem Stowarzyszenia Filmowców Polskich, jako operator filmowy pracował przy filmach krótkometrażowych, dokumentalnych i edukacyjnych m.in. dla Telewizyjnego Technikum Rolniczego. 
Pochowany na cmentarzu Wolskim w Warszawie.